# Schmidt Rajmund
Schmidt (Vasverő) Rajmund (Győr, 1862. február 11. – Székesfehérvár, 1915. szeptember 2.) felső kereskedelmi iskolai tanár.

## Életútja
Schmidt Rajmund Ferdinánd és Szejwarth (Seywarth) Jozefa Júlia fia. A gimnázium I. és II. osztályát Olmützben, a III. és IV.-et Trencsénben és a többi négyet Pozsonyban végezte. 1879–82-ben a pozsonyi akadémián a bölcseleti tanfolyamon magyart, filozófiát, németet és latint hallgatott és 1882–85-ben a budapesti egyetemen magyart, latint és pedagógiát (és az egyetemen kívül Keszler József tanárképző-intézeti tanárnak a francia nyelvről és irodalomról tartott előadásait). Főképpen összehasonlító nyelvészettel foglalkozott, különösen a finnugor nyelvekkel, néhány más ural-altáji nyelvvel és a franciával. 1885-től 1890 végeig nevelő volt Újvidéken; 1891. szeptembertől tanár: három hétig az újvidéki kereskedelmi és polgári iskolában, azután 1893 nyaráig a debreceni reáliskolában, 1893–94-ben a katolikus gimnáziumban és 1894. szeptembertől tanár a székesfehérvári felső kereskedelmi iskolában. Bejárta Ausztriát, Németországot, Francia- és Olaszországot, volt Belgiumban, Monacóban, Horvát- és Tótországban, Boszniában, Szerbiában, Romániában, európai és ázsiai Törökországban. Halálát tüdővizenyő okozta. 1915. szeptember 4-én helyezték örök nyugalomra.
A Magyar Nyelvőrnek 1887-től volt munkatársa: első cikke az Egyetértés tanügyi rovatában (1892. márcz. 27. A középiskolai professzorok kongresszusa, ápr. 10. A középiskolai professzorok mozgalma); cikkei a Nyelvtudományi Közleményekben (XIX. Causativ l a kondai nyelvben XX. Kondai vogul -nä rag essivus értékkel, XXI. Egy «epe» jelentésű szó az ugor nyelvekben, XXII. Van-e «senki» jelentésű középlozvai vogul khals? Kérdés a felsőlozvai vogul nyelvjárásra vonatkozólag; a XXIII. kötetben található zürjén és votják szóegyezések c. cikk alá tévedésből került a Vasverő Rajmund név, mert ez a cikkely nem tőle, hanem testvéröccsétől, Schmidt Győzőtől való); a székesfejérvári felső kereskedelmi iskola Értesítőjében (1896. Beszéd Magyarország ezer évvel ezelőtt történt elfoglalásának az emlékezetére, ugyanez a Székesfehérvári Hirlapban is mint a máj. 4. szám melléklete; 1898. 1849. ápr. 11-ike és az iskolában való megünneplésének a jelentősége).
Rendesen Vasverő Rajmund név alatt írt; jegyei: S. R. és V. R.

## Munkája
- A vak fiú. Elbeszélés. Nieritz Gusztáv után ford. Pozsony, 1890. (A magyar ifjúság Könyvesháza 32. Névtelenül.)